# Pilchowice (Slezské vojvodství)
Pilchowice (německy Pilchowitz, v letech 1936–1945 Bilchengrund) je vesnice v jižním Polsku ve Slezském vojvodství v okrese Hlivice, sídlo gminy Pilchowice. Leží na historickém území Horního Slezska v suburbánní zóně katovické konurbace zhruba 11 km jihozápadně od Hlivic. V roce 2015 zde žilo 3 071 obyvatel.

## Dějiny
První písemná zmínka o obci pochází z listiny Liber fundationis episcopatus Vratislaviensis sepsané kolem roku 1305.
Po staletí sdílely Pilchowice osudy Bytomského knížectví. Byly tedy součástí zemí Koruny české a po rozdělení Slezska v roce 1742 připadly Prusku, od roku 1871 v rámci sjednoceného Německa. Na území německého státu se nacházely do konce druhé světové války, přičemž v meziválečném období vedla státní hranice v bezprostřední blízkosti obce. V hornoslezském plebiscitu se pro setrvání v Německu vyslovilo 66,2 % hlasujících.
Od 16. století do roku 1945 měly status městyse (německy Städtel nebo Marktflecken, latinsky oppidum). V letech 1899–1991 tudy procházela úzkorozchodná dráha Bytom – Hlivice – Ratiboř.

## Památky
Nejvýznamnější památkou obce je bývalý klášter a špitál milosrdných bratří dokončený v roce 1814 a přestavěný do současné novogotické podoby v roce 1859. Od roku 1952 je sídlem Nemocnice pro plicní choroby (Szpital Chorób Płuc). Zde dožil a je pohřben na pilchowickém hřbitově Konstanty Damrot (1841–1895), významný polský národní buditel Horního Slezska. S nemocničním areálem sousedí barokní katolický kostel Stětí sv. Jana Křtitele z roku 1780.
Budova samosprávy gminy Pilchowice (urząd gminy) je někdejší zámek obnovený ve zjednodušené podobě po vypálení Rudou armádou v roce 1945. V ulicích Rynek (Náměstí) a Dworcowa (Nádražní) se dochovala zástavba městského typu z přelomu 19. a 20. století. Historickou památkou je i zchátralé nádraží zrušené úzkorozchodné dráhy.

Nemocnice
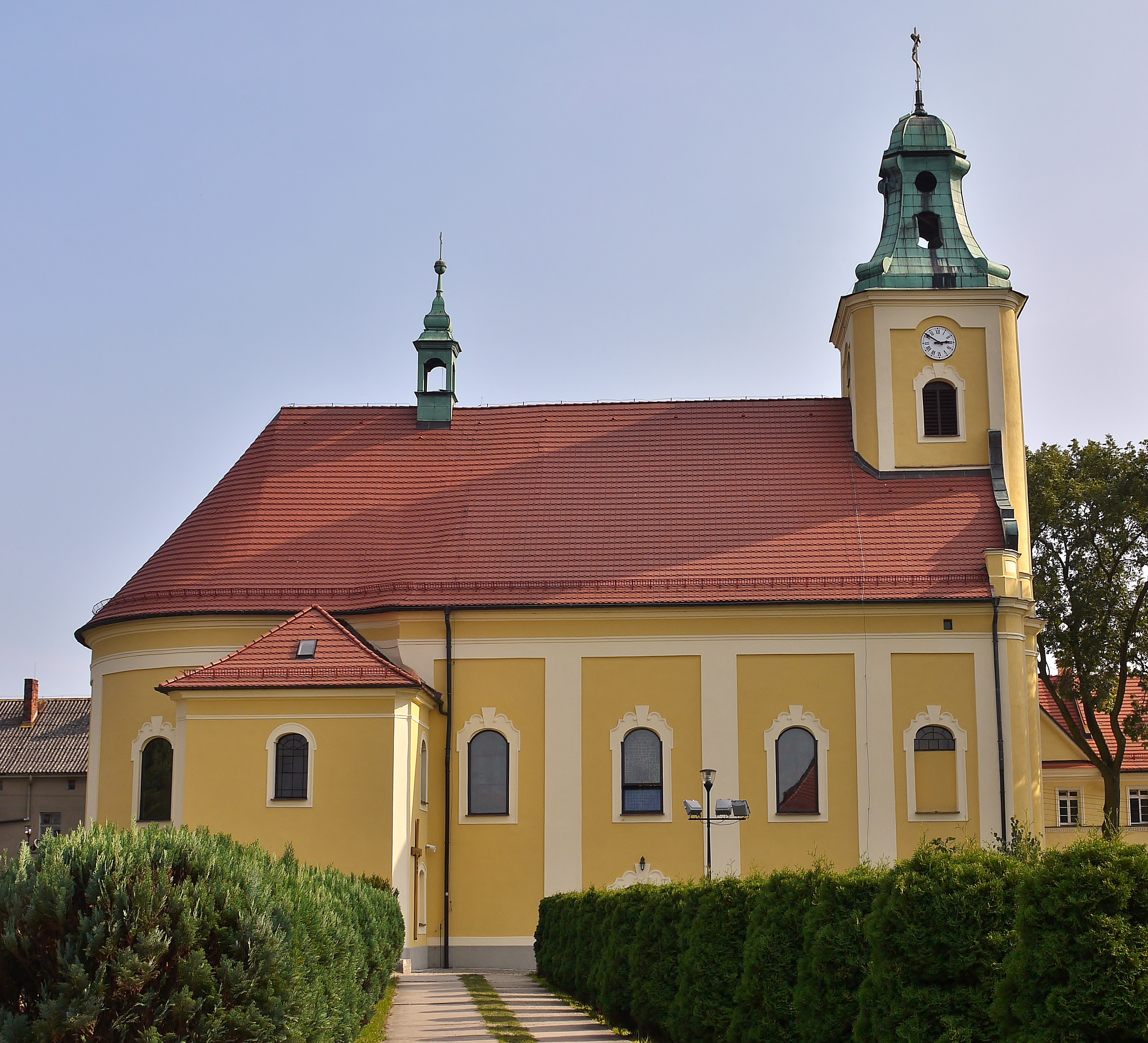
Kostel
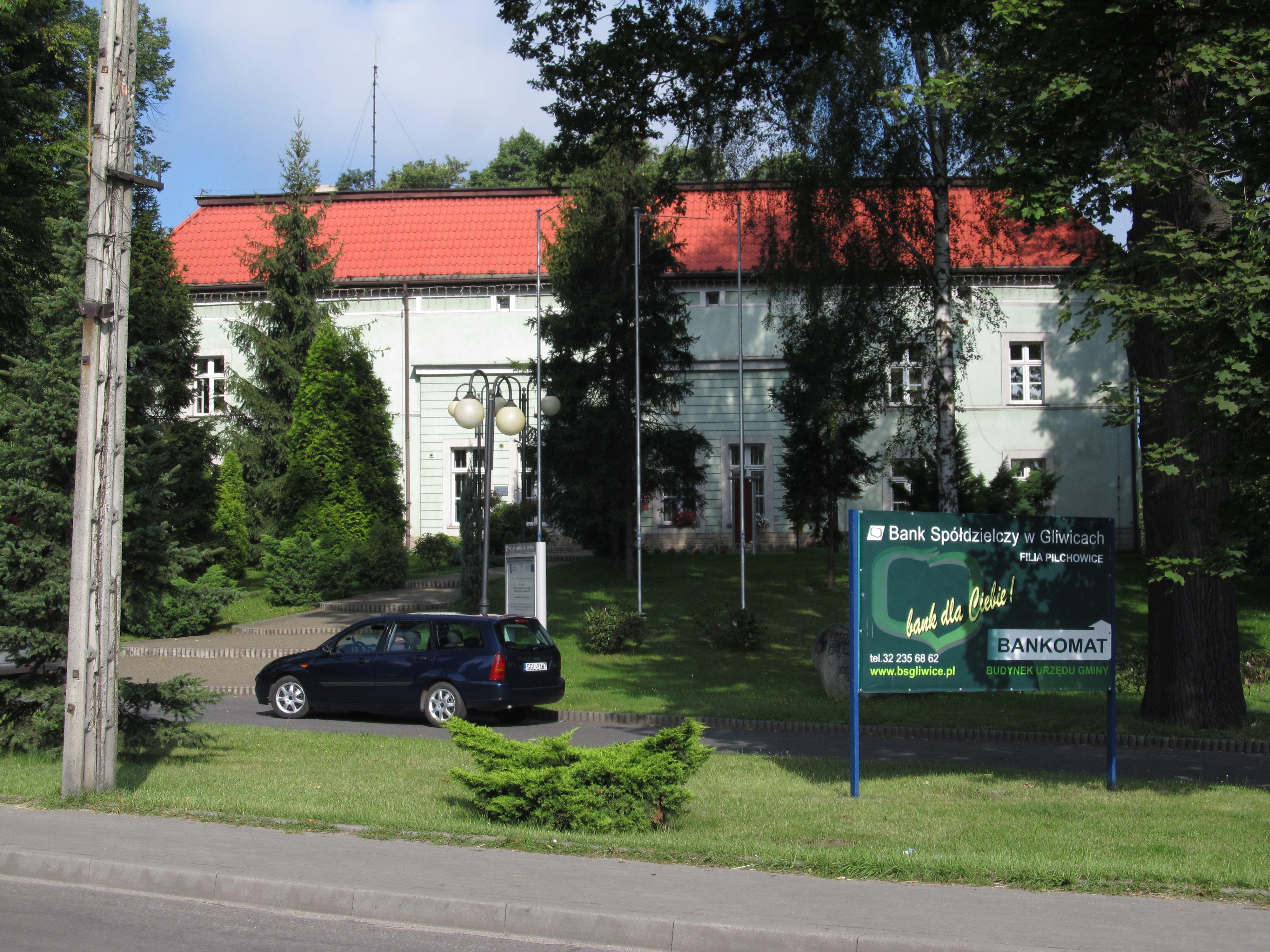
Bývalý zámek
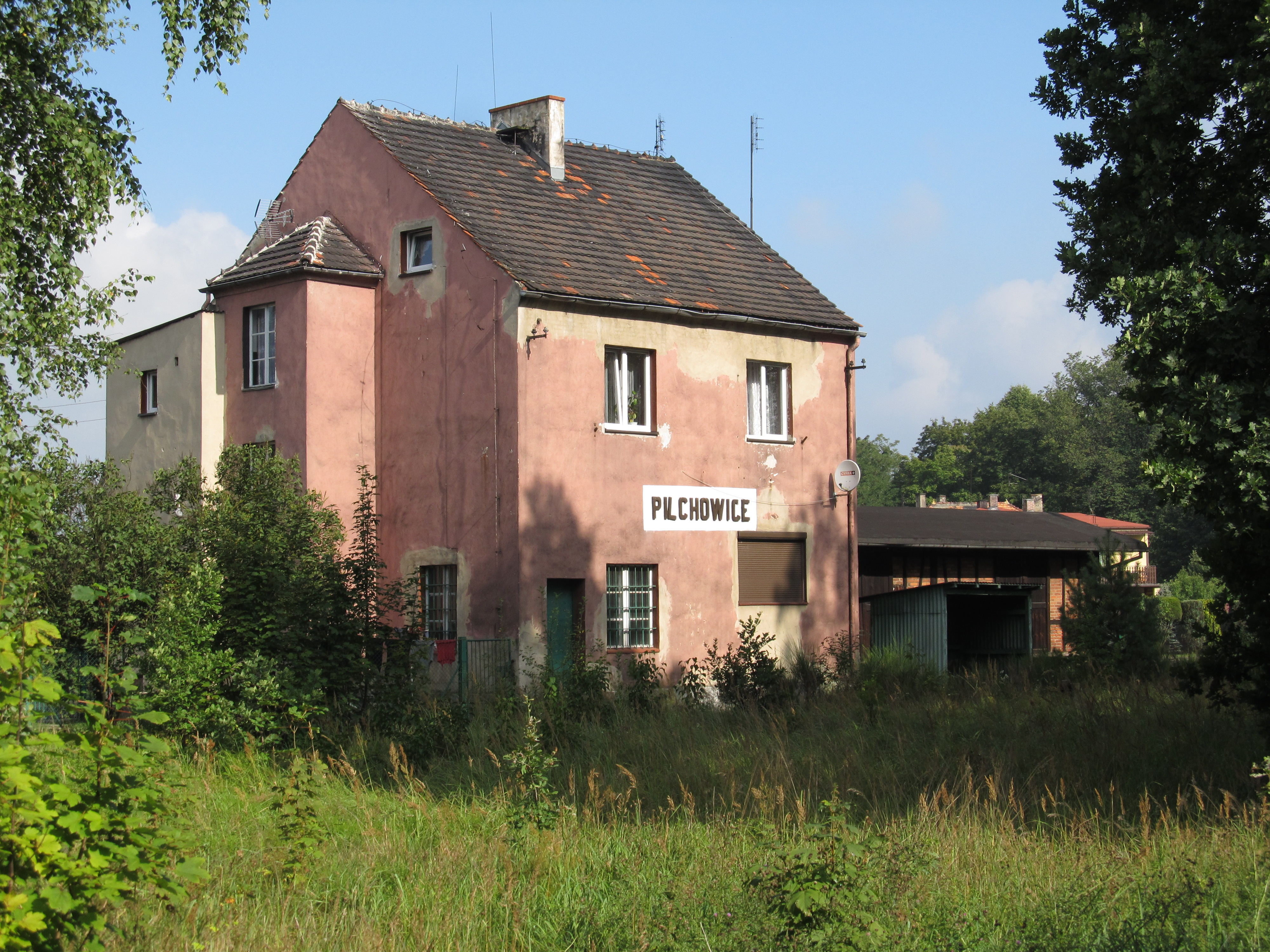
Nádraží

## Rodáci

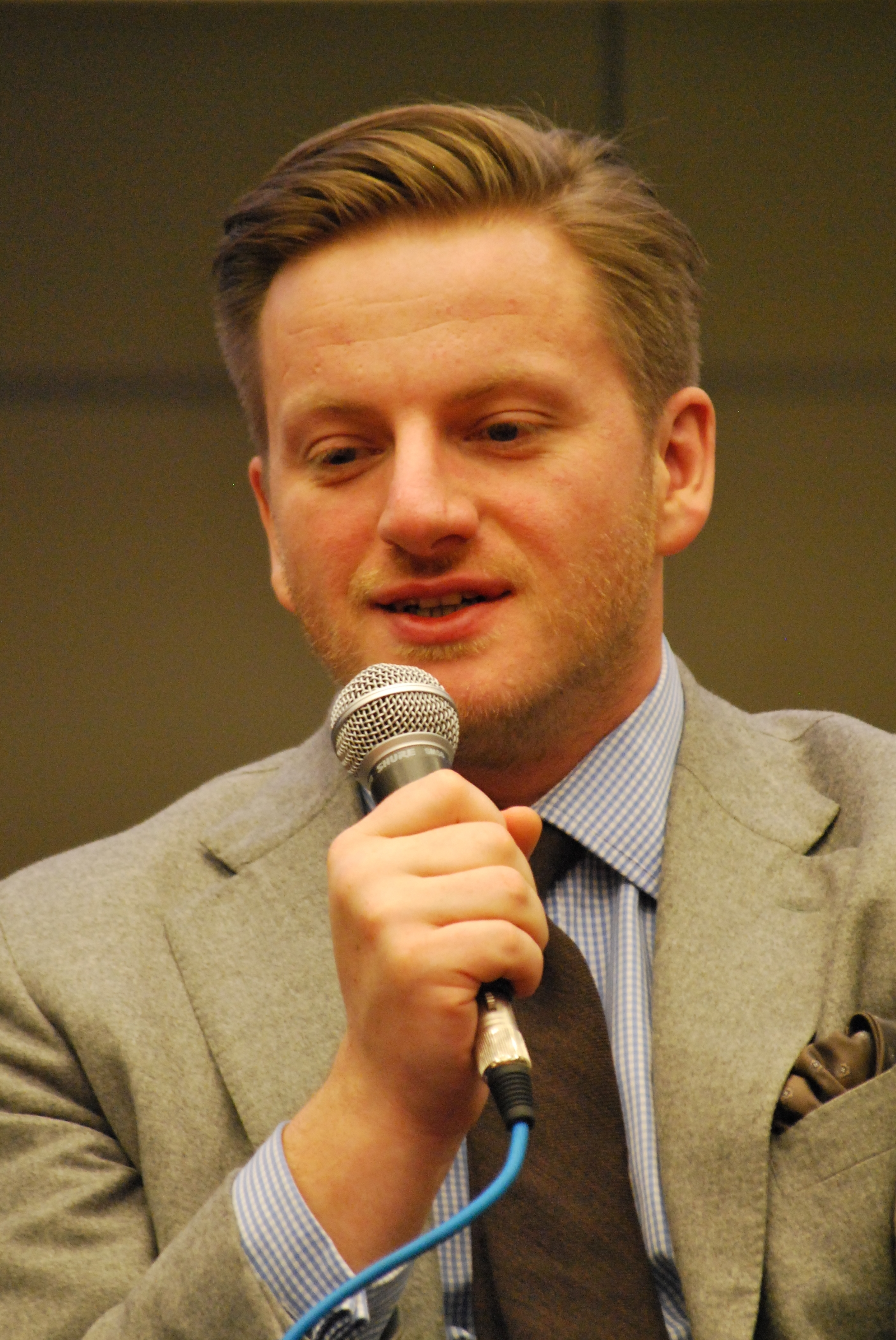
Szczepan Twardoch

V Pilchowicích od roku 1987 žije a tvoří spisovatel Szczepan Twardoch. Nyní bydlí v osadě Wielopole na západním okraji obce v tzv. Černém domě (Czarny Dom) navrženém svou manželkou architektkou Agatou Twardochovou. Místní dějiny byly inspirací mj. pro jeho román Drach. 